# Lamont (Californie)
Pour les articles homonymes, voir Lamont.
Lamont est une census-designated place du comté de Kern, dans l'État de Californie, aux États-Unis,. En 2020, elle compte une population de 14 049 habitants.